# Coccidioidomicosi
La coccidioidomicosi, també anomenada febre de la vall de San Joaquín, és una malaltia produïda en persones i animals causada per fongs dimòrfics del gènere Coccidioides. Es caracteritza per lesions granulomatoses en els pulmons i posteriorment, una disseminació al teixit ossi, pell o sistema nerviós central.

## Etiologia
La coccidioidomicosi es desencadena després de la inhalació de les espores d'un fong anomenat Coccidioides immitis. Majoritàriament, aquests fongs es localitzen a les regions del sud-oest dels Estats Units, Mèxic i el sud i centre d'Amèrica.

## Simptomatologia
Aquesta patologia desencadena tota una sèrie de símptomes. Aquests són: dolor toràcic, inflamació dels turmells, febre, diaforesi, dolor i rigidesa muscular, rigidesa del coll, pèrdua de la gana, etc.
Quan la patologia es troba en un estadi avançat presenta altres símptomes més severs com: inflamació articular, símptomes pulmonars greus, sensibilitat a la llum, pèrdua de pes, canvis en l'estat mental, inflamació dels ganglis limfàtics, etc.

## Factors de risc
Hi ha tota una sèrie de factors que poden desencadenar o ajudar a desencadenar aquesta patologia. Generalment, quan la persona té un sistema immunitari baix té més possibilitats de contraure la infecció. Alguns factors de risc són: trasplantament d'òrgans, VIH, afeccions cardiopulmonars, càncer, quimioteràpia, glucocorticoides, etc.